# Asteropeia labatii
Asteropeia labatii är en tvåhjärtbladig växtart som beskrevs av G.E.Schatz, Lowry och A.-e.Wolf. Asteropeia labatii ingår i släktet Asteropeia och familjen Asteropeiaceae. Inga underarter finns listade i Catalogue of Life.